# 941 TCN
941 TCN là một năm trong lịch La Mã.